# Serracapriola

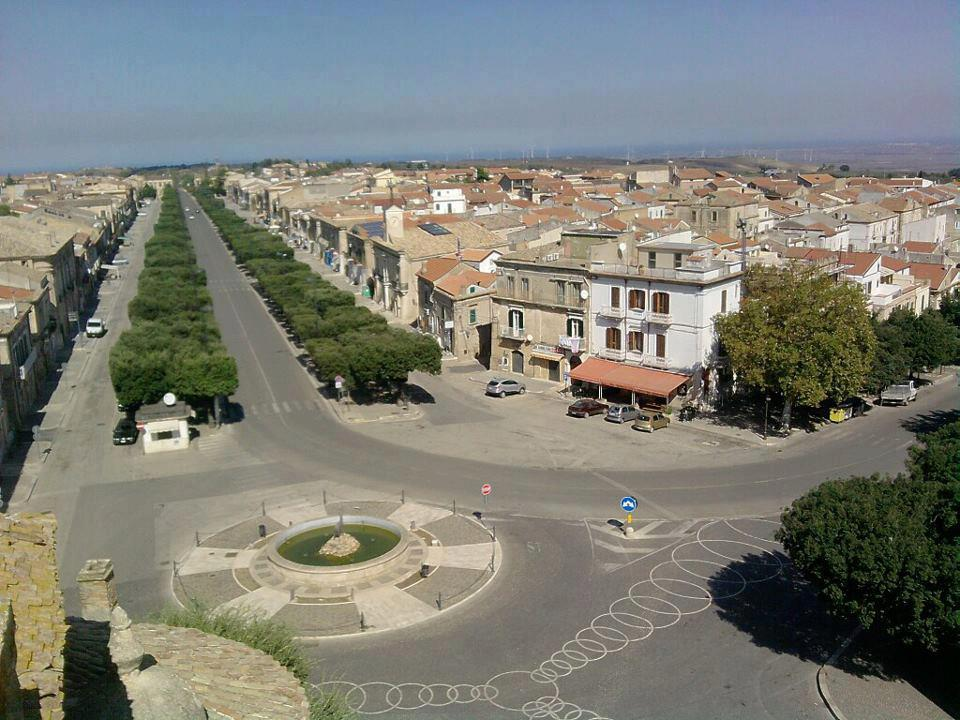
Serracapriola

Serracapriola ist eine südostitalienische Gemeinde (comune) mit 3615 Einwohnern (Stand 31. Dezember 2023) in der Provinz Foggia in Apulien. Die Gemeinde liegt etwa 50 Kilometer nordwestlich von Foggia im Nationalpark Gargano und grenzt unmittelbar an die Provinz Campobasso (Molise). Die östliche Gemeindegrenze bildet der Fortore. Die physische nördliche Grenze ist die Adriaküste. In der Gemeinde befindet sich ein von Pio von Pietrelcina gegründeter Konvent.

## Verkehr
Durch die Gemeinde verlaufen die Autostrada A14 von Bologna Richtung Tarent, die Strada Statale 16 Adriatica entlang der Adriaküste und die frühere Strada Statale 16ter (heute eine Provinzstraße 142) von Campomarino nach San Severo.